# Alfred Newton
Alfred Newton (Genève in Zwitserland, 11 juni 1829 - Cambridge in Engeland, 7 juni 1907) was een Britse zoöloog en ornitholoog.

## Biografie
Newton studeerde aan het Magdalene College van de Universiteit van Cambridge, waar hij in 1853 de graad van Bachelor of Arts haalde en ook zijn Master of Arts. Vanaf 1854 ondernam hij in opdracht van Magdalene College talrijke reizen naar onder ander Lapland, IJsland, Spitsbergen, het Caraïbisch gebied en Noord-Amerika.
In 1866 werd hij de eerste hoogleraar in de dierkunde en vergelijkende anatomie in Cambridge. Deze functie bekleedde hij tot zijn dood in 1907.

## Werk en nalatenschap
In 1858 behoorde Newton tot de mede-oprichters van de British Ornithologists' Union. Newton schreef een aantal boeken, vaak groots opgezette overzichtswerken zoals Zoology of Ancient Europe (1862), Ootheca Wolleyana (1864 begonnen), Zoology en A Dictionary of Birds. Verder schreef hij artikelen in wetenschappelijke tijdschriften zoals Ibis (1865–1870), The Zoological Record,  Yarrell’s British Birds en de Encyclopædia Britannica.
Newton hield zich enige tijd bezig met de bestudering van uitgestorven vogelsoorten van de eilandengroep de Mascarenen. Zijn broer Edward Newton stuurde hem daarvoor botmateriaal. Aldus maakte hij studie van de dodo en de rodriguessolitaire (Pezophaps solitaria). In 1872 beschreef hij de Newtons parkiet (Psittacula exsul), een vogel die in 1875 uitstierf. In totaal beschreef Newton acht nieuwe vogelsoorten en nog drie ondersoorten waaronder de boomklevervanga (Hypositta corallirostris), roodbuiknewtonia (Newtonia brunneicauda) en de rodriguesrietzanger (Acrocephalus rodericanus).
In 1870 werd Newton gekozen tot Fellow van de Royal Society. In 1900 ontving hij de Royal Medal voor zijn buitengewone bijdragen aan de ornithologie en de zoögeografie. In datzelfde jaar kreeg hij ook de Linnean Medal van de Linnean Society of London.

## Publicaties (selectie)
- Zoology of Ancient Europe, Cambridge Philosophical Society, Macmillan 1862
- Ootheca Wolleyana. An illustrated catalogue of the collection of birds' eggs formed by the late John Wolley
- Zoology, 1872
- Manual of Zoology, London, Society for Promoting Christian Knowledge, 1874, Archive
- Dictionary of Birds, London: Black 1893 tot 1896 (met bijdragen van Hans Gadow, Richard Lydekker, Charles S. Roy en Robert Shufeldt) BHL
- Early days of Darwinism, 1888. Macmillan's Magazine 57:241–249
- The Dodo, in de Encyclopædia Britannica, 9. 1877
- Ornithology, in de Encyclopædia Britannica, 9. 1884

- Bibsys: 6048998
- CiNii: DA1612084X
- Gemeinsame Normdatei: 11699200X
- International Standard Name Identifier: 0000 0000 8250 9775
- Library of Congress Control Number: n83825134
- Nationale bibliotheek van Australië: 35788748
- Nationale Bibliotheek van Israël: 987007428724105171
- Nederlandse Thesaurus van Auteursnamen: 119081067
- Réseau des bibliothèques de Suisse occidentale: 02-A003638032
- SNAC: w63v0q3d
- Museum of New Zealand Te Papa Tongarewa: 42555
- Trove: 1088421
- Virtual International Authority File: 64772155
- WorldCat: E39PBJwmTQfQkRFb6GxyyQ6HYP